# 羅燈魚
罗燈鱼（学名：Loweina terminata）为輻鰭魚綱燈籠魚目灯笼鱼科罗灯鱼属的其中一種。分布于西北太平洋的日本海域，為深海魚類，棲息深度0-825公尺，體長可達3公分。